# Byen kalder
Byen kalder er det fjerde studiealbum fra den danske sanger og sangskriver Erann DD, der udkom den 26. oktober 2009 på EMI. Det er Eranns første dansksprogede album. Albummet fik negative anmeldelser, og var ingen kommerciel succes. Byen kalder debuterede som nummer otte på album-hitlisten, og tilbragte fire uger i top 40.

## Spor
| #   | Titel               | Sangskriver(e)                                                          | Længde |
| --- | ------------------- | ----------------------------------------------------------------------- | ------ |
| 1.  | "Brænd igennem"     | Erann D. Drori, Marcus Winther-John, Jakob Christensen, Anders Schumann | 3:32   |
| 2.  | "Lad os stikke af"  | Drori, Winther-John                                                     | 3:35   |
| 3.  | "Gamle flammer"     | Drori, Winther-John, Christensen, Schumann                              | 3:29   |
| 4.  | "Byen kalder"       | Drori, Winther-John, Christensen, Schumann                              | 3:16   |
| 5.  | "Ramt af lynet"     | Drori, Winther-John, Emil Gotthard, Magnus Funemyr                      | 3:45   |
| 6.  | "Sommer i sanserne" | Drori, Jonas Krag, Winther-John                                         | 3:40   |
| 7.  | "Hot baby"          | Drori, Winther-John, Christensen, Schumann                              | 3:41   |
| 8.  | "Tag det hele"      | Drori, Krag, Winther-John                                               | 4:09   |
| 9.  | "Min ven"           | Drori, Krag, Winther-John, Giovanni Gambino                             | 4:06   |
| 10. | "Hvis du ikke vil"  | Drori, Winther-John, Christensen, Schumann                              | 3:33   |
| 11. | "Stjernetegn"       | Drori, Winther-John, Gotthard, Funemyr                                  | 3:51   |
| 12. | "I øst og i vest"   | Drori, Winther-John, Mikkel Solnado                                     | 4:11   |